# Nagai Stadium

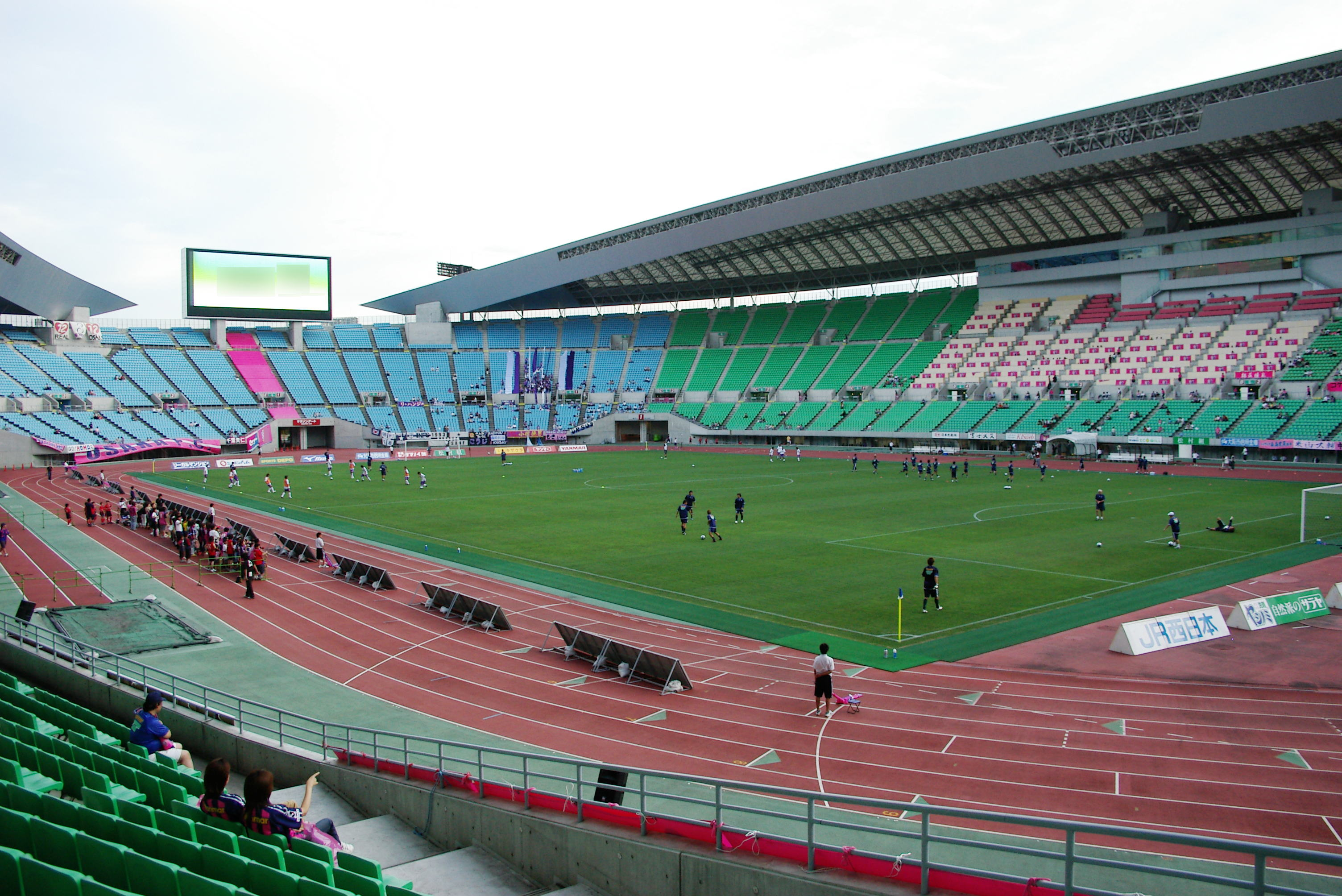
Nagai Stadium

Nagai Stadium är en arena för utomhusidrott i Osaka i Japan, byggd 1996 med plats för ungefär 50 000 åskådare.
I Fotbolls-VM 2002 spelades här tre matcher: Turkiet mot Senegal slutade 2–1 efter förlängning. Japan säkrade platsen i åttondelsfinalen – där man dock förlorade med 0-1 mot Turkiet – med 2-0 mot Tunisien. I Sveriges grupp (Grupp F) spelade Nigeria och England på denna arena. 
VM i friidrott 2007 arrangerades på Nagai Stadium.